# Lisa Darr
Lisa Darr Grabemann (* 21. April 1963 in Chicago, Illinois) ist eine US-amerikanische Schauspielerin.

## Leben und Karriere
Lisa Darr wurde als Lisa Darr Grabemann als Tochter von Mollie Grabemann, einer Schauspielerin, und Karl Grabemann, einem Anwalt, geboren. Sie besuchte die New Trier West High School, an der sie bereits in Theaterprojekten mitwirkte. Darr schloss ihr Studium in Biologie an der Stanford University mit einem Bachelor ab. Anschließend studierte sie Schauspiel an der UCLA und erwarb den Mastergrad.
Ihre erste Fernsehrolle hatte Lisa Darr im Jahr 1991 in der Folge Retreat der Fernsehserie Murphy Brown. Im gleichen Jahr war sie ebenfalls in einer Folge der Fernsehserie Überflieger und Flash – Der Rote Blitz. Ebenfalls 1991 landete sie ihre erste Hauptrolle in der kurzlebigen Serie Der Chaos-Clan als D.A. Rachel Brennan. In den darauffolgenden Jahren hatte sie Auftritte in verschiedenen Filmen und Serien. Dazu gehören Auftritte in Zurück in die Vergangenheit, Crime & Punishment, Renegade – Gnadenlose Jagd, Ausgerechnet Alaska und Der Polizeichef, sowie in den Filmen Der Schrecken lauert nebenan und Verraten und missbraucht, bevor sie 1995 in sechs Folgen der Serie The Office eine Rolle übernahm. In den Jahren 1994 bis 1996 war sie in jeweils drei verschiedenen Rollen in Mord ist ihr Hobby zu sehen. 1996 und 1997 übernahm sie die Rolle der Gail Koner in der von Fox entwickelten Serie Profit. Nach Ende der Serie war sie in acht Folgen der fünften Staffel der Serie Ellen als die Freundin der Titelfigur Ellen Morgen (gespielt von Ellen DeGeneres) zu sehen. Ab 1998 erschien Darr in den Fernsehserien Mercy Point, Sabrina – Total Verhext! und Ladies Man. 1999 folgte dann die nächste Hauptrolle in ihrer Karriere. 43 Folgen lang verkörperte Darr Jane McPherson in der The WB–Serie Popular. Nach Absetzung dieser 2001 war sie in Folgen der Serien Für alle Fälle Amy, Charmed – Zauberhafte Hexen und Philly mit von der Partie. Die Rolle der Susan Jackson verkörperte Darr zwischen 2000 und 2003 in insgesamt sechs Folgen der Serie Strong Medicine: Zwei Ärztinnen wie Feuer und Eis. 2004 folgte dann eine Hauptrolle an der Seite von Jon Foster, Chris Lowell und Kelly Osbourne in der kurzlebigen Serie Life as We Know It des Senders ABC. Es folgten Gastauftritte in Desperate Housewives, The West Wing – Im Zentrum der Macht, Dr. House, Eine himmlische Familie, Ghost Whisperer – Stimmen aus dem Jenseits, Das Büro und Lass es, Larry!. Zu sehen war Darr auch in zwei Folgen der dritten und einer Folge der vierten Staffel von Weeds – Kleine Deals unter Nachbarn. Seitdem hat sie bisher nur noch kleinere Rollen, unter anderem in CSI: NY, Dexter, Drop Dead Diva, Parenthood und Criminal Minds, übernommen. 2009 war sie außerdem noch in dem Film zur Serie Hannah Montana zu sehen sowie 2012 in Immer Ärger mit 40.
Seit dem 28. Mai 2005 ist Lisa Darr mit Brian Valente verheiratet.

## Filmografie (Auswahl)
- 1991: Murphy Brown (Fernsehserie, Folge 3x12)
- 1991: Überflieger (Wings, Fernsehserie, Folge 2x18)
- 1991: Flash – Der Rote Blitz (The Flash, Fernsehserie, Folge 1x16)
- 1991: Der Chaos-Clan (Flesh ’n’ Blood, Fernsehserie, 12 Folgen)
- 1992: Zurück in die Vergangenheit (Quantum Leap, Fernsehserie, Folge 4x20)
- 1993: Der Schrecken lauert nebenan (Complex of Fear)
- 1993: Crime & Punishment (Fernsehserie, 2 Folgen)
- 1993: Renegade – Gnadenlose Jagd (Renegade, Fernsehserie, Folge 2x01)
- 1993: Ausgerechnet Alaska (Northern Exposure, Fernsehserie, Folge 5x04)
- 1994: Verraten und missbraucht (Betrayal of Trust)
- 1994: Harrys Nest (Empty Nest, Fernsehserie, Folge 6x14)
- 1994: Der Polizeichef (The Commish, Fernsehserie, Folge 3x20)
- 1994–1996: Mord ist ihr Hobby (Murder, She Wrote, Fernsehserie, 3 Folgen)
- 1995: The Office (Fernsehserie, 6 Folgen)
- 1996: Emergency Room – Die Notaufnahme (ER, Fernsehserie, Folge 3x04)
- 1996–1997: Jim Profit – Ein Mann geht über Leichen (Profit, Fernsehserie, 8 Folgen)
- 1997: New York Cops – NYPD Blue (NYPD Blue, Fernsehserie, 2 Folgen)
- 1997–1998: Ellen (Fernsehserie, 8 Folgen)
- 1997, 2001: Frasier (Fernsehserie, 2 Folgen)
- 1998: Mercy Point (Fernsehserie, Folge 1x02)
- 1998: Allein gegen die Zukunft (Early Edition, Fernsehserie, Folge 3x08)
- 1998: Nash Bridges (Fernsehserie, 2 Folgen)
- 1999: Sabrina – Total Verhext! (Sabrina, the Teenage Witch, Fernsehserie, Folge 3x20)
- 1999: Ladies Man (Fernsehserie, Folge 1x01)
- 1999–2001: Popular (Fernsehserie, 43 Folgen)
- 2000: Cursed (Fernsehserie, Folge 1x01)
- 2000–2003: Strong Medicine: Zwei Ärztinnen wie Feuer und Eis (Strong Medicine, Fernsehserie, 6 Folgen)
- 2001: Philly (Fernsehserie, 2 Folgen)
- 2001, 2009: CSI: Vegas (CSI: Crime Scene Investigation, Fernsehserie, 2 Folgen)
- 2002: Für alle Fälle Amy (Judgung Amy, Fernsehserie, Folge 3x13)
- 2002: Charmed – Zauberhafte Hexen (Charmed, Fernsehserie, Folge 4x10)
- 2002: Akte X – Die unheimlichen Fälle des FBI (The X Files, Fernsehserie, Folge 9x12)
- 2004–2005: Life as We Know It (Fernsehserie, 13 Folgen)
- 2005: Desperate Housewives (Fernsehserie, Folge 1x16)
- 2005: The West Wing – Im Zentrum der Macht (The West Wing, Fernsehserie, Folge 7x06)
- 2006: Dr. House (House, Fernsehserie, Folge 2x12)
- 2006: Eine himmlische Familie (7th Heaven, Fernsehserie, Folge 11x08)
- 2007: Ghost Whisperer – Stimmen aus dem Jenseits (Ghost Whisperer, Fernsehserie, Folge 2x18)
- 2007: Das Büro (The Office, Fernsehserie, Folge 3x20)
- 2007: Lass es, Larry! (Curb Your Enthusiasm, Fernsehserie, Folge 6x03)
- 2007–2008: Weeds – Kleine Deals unter Nachbarn (Weeds, Fernsehserie, 3 Folgen)
- 2008: CSI: NY (Fernsehserie, Folge 5x09)
- 2008–2009: Nip/Tuck – Schönheit hat ihren Preis (Nip/Tuck, Fernsehserie, 2 Folgen)
- 2009: Hannah Montana – Der Film (Hannah Montana: The Movie)
- 2009: Dexter (Fernsehserie, Folge 4x01)
- 2009: FlashForward (Fernsehserie, Folge 1x02)
- 2011: Drop Dead Diva (Fernsehserie, Folge 3x02)
- 2012: Parenthood (Fernsehserie, Folge 3x13)
- 2012: Criminal Minds (Fernsehserie, Folge 7x21)
- 2012: Immer Ärger mit 40 (This Is 40)
- 2013: Knocking on Doors (Fernsehserie)
- 2014: The Mentalist (Fernsehserie, Folge 6x8)
- 2014: Constantine (Fernsehserie, Folge 1: Non Est Asylum)
- 2015: CSI: Cyber (Fernsehserie, Folge 1x15)
- 2017: Sweet/Vicious (Fernsehserie, Folge 7: Heartbreaker)
- 2016–2017: Love (Fernsehserie, 2 Folgen)
- 2019: Skits (Fernsehserie, Folge 3x3)
- 2020: A Whole Productions Skits (Fernsehserie)